# Klosterneuburger Mostwaage

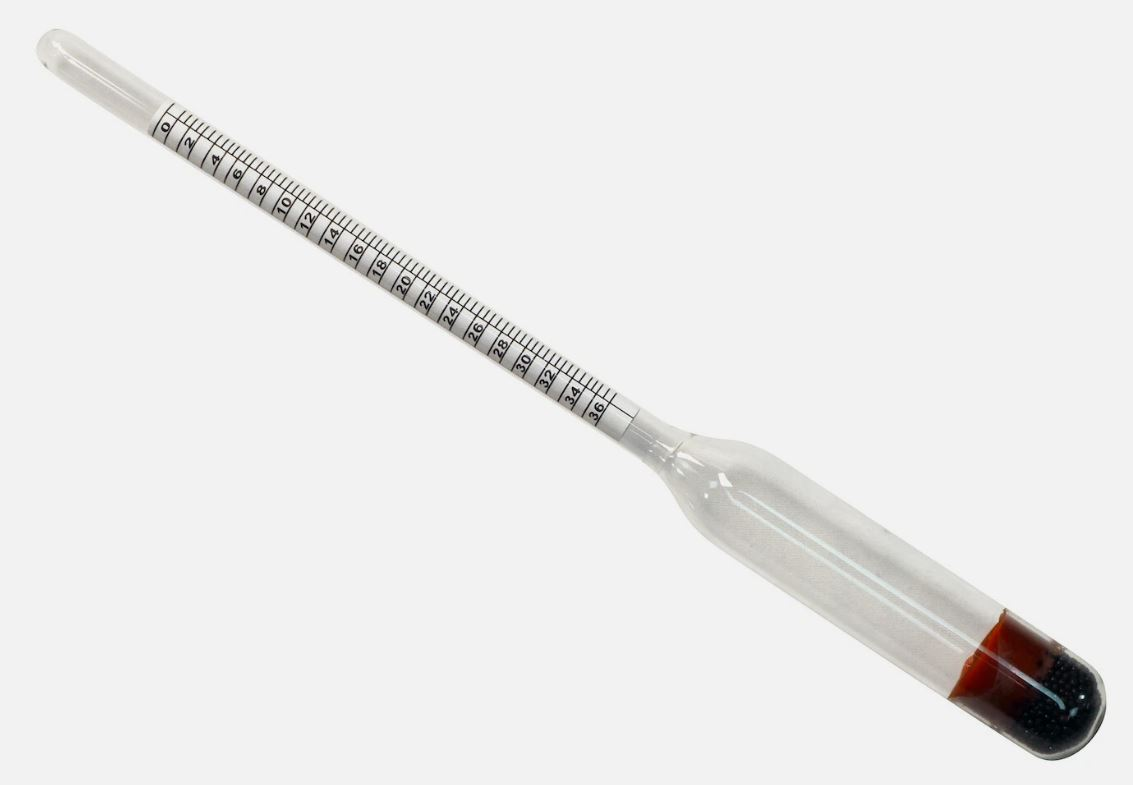
Hydrometer van het type KMW met een rechtstreekse aflezing van het massapercentage

De Klosterneuburger Mostwaage (KMW) is een hydrometer die gebruikt wordt om het suikergehalte van most te meten.
Het suikergehalte wordt direct in massaprocenten afgelezen. Bijvoorbeeld 100 kg most dat 20 kg suiker bevat zal 20% of 20 °KMW aangeven.
Het instrument wordt vooral gebruikt in de wijnlanden Oostenrijk, Hongarije, Slowakije, de Balkanstaten van het voormalige Joegoslavië en Italië
Zo wordt het mostgewicht in landen als Duitsland, Zwitserland en Luxemburg gemeten in graden Oechsle. Daarbij is 1 °KMW gelijk aan 4,86 °Oechsle.

In landen als Frankrijk, Portugal en Spanje meet men in graden Baumé.